# Jeudi Cinéma
Jeudi Cinéma est une émission de télévision et un jeu télévisé français consacrés au cinéma, présentés en direct par Pierre Tchernia et Jacques Rouland et diffusés un jeudi soir sur deux à 22h15 sur Antenne 2 en alternance avec Les Dossiers de l'écran de septembre 1980 à décembre 1981.

## Histoire
Bien que consacrée au cinéma, Jeudi Cinéma fait la synthèse d'anciennes émissions à succès de Pierre Tchernia et Jacques Rouland comme Monsieur Cinéma avec le questionnaire sur le septième art et la caméra invisible avec la caméra cachée de Jacques Legras.
L'émission passe du jeudi soir au mardi soir dès le 12 janvier 1982 et devient Mardi Cinéma.

## Principe de l'émission
Après la diffusion du film de première partie de soirée, Pierre Tchernia et Jacques Rouland reçoivent en direct deux comédiens et proposent reportages et bandes-annonces sur l’actualité cinématographique.
Durant l’émission, deux candidats, aidés par les invités comédiens, s’opposent autour de questions liées au septième art et doivent se départager en reconnaissant des films à partir de titres de films mélangés, d’extraits sonores, vidéos ou musicaux  et en répondant à un questionnaire « Vrai/faux ».
Jeudi Cinéma comporte aussi une « Caméra cachée » avec Jacques Legras, dont le sujet s’apparente à celui du film du jour.